# Tischeria ekebladella
Tischeria ekebladella là một loài bướm đêm thuộc họ Tischeriidae. Nó được tìm thấy ở hầu hết châu Âu.

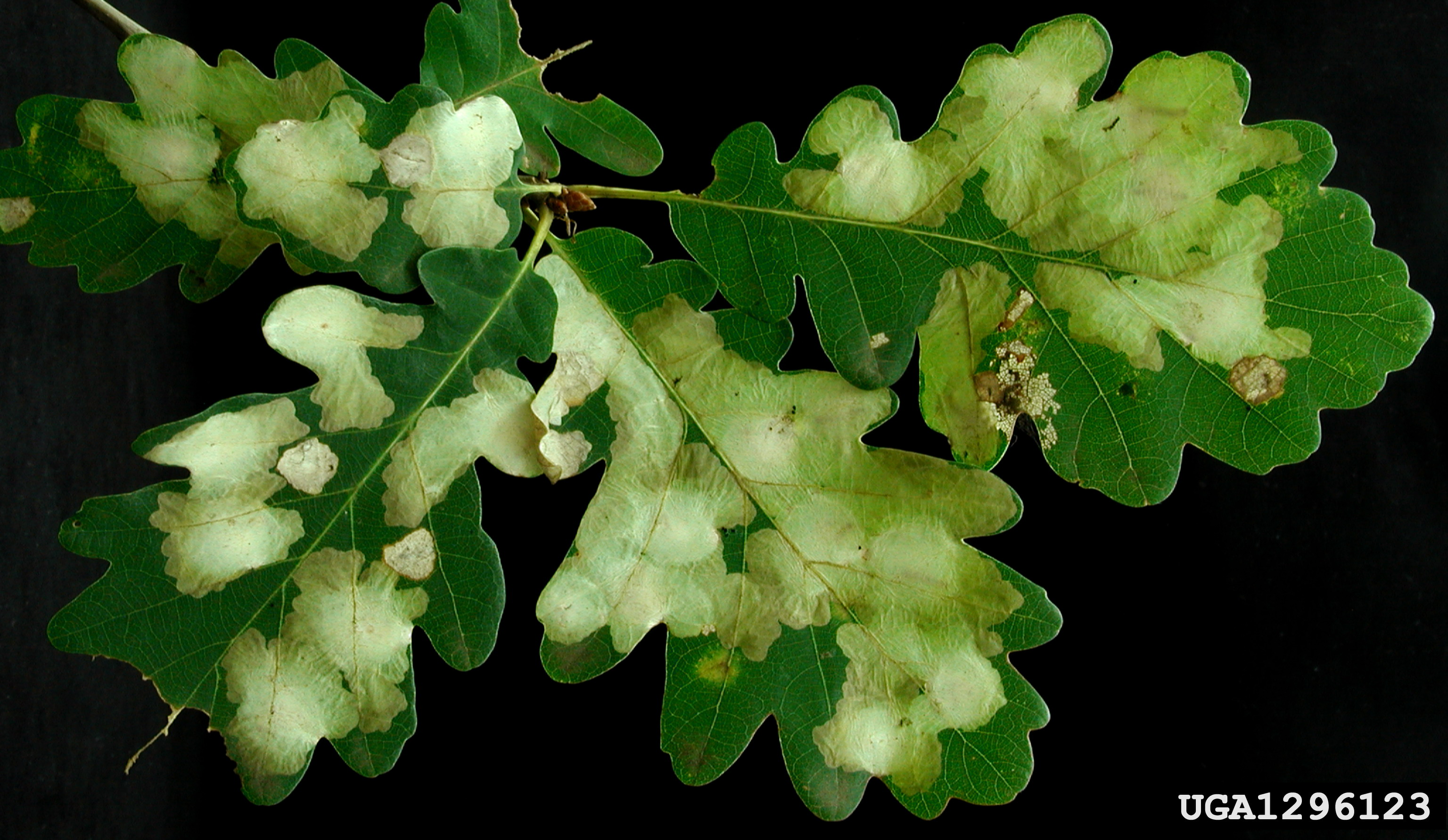
Damage

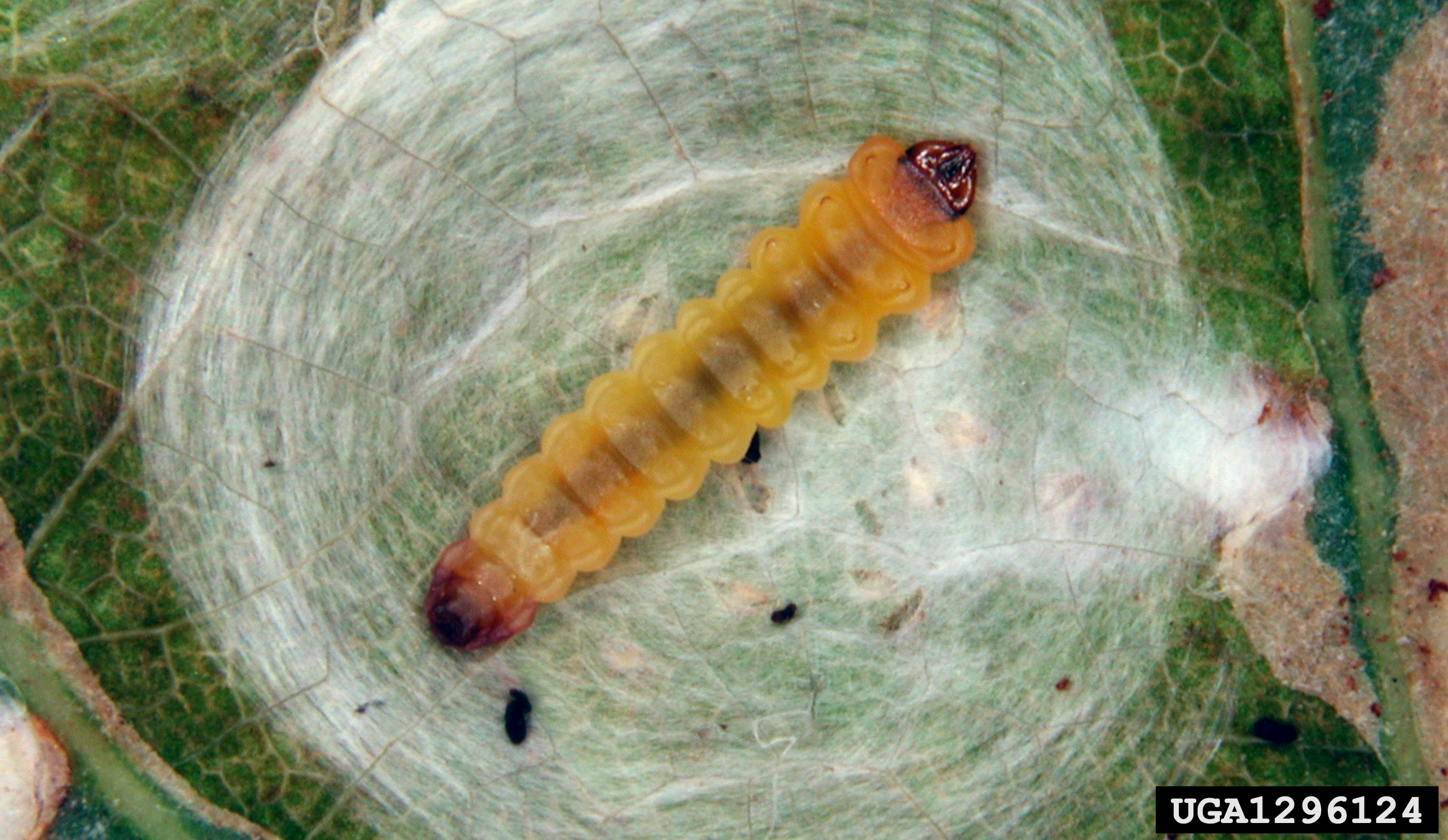
sâu bướm

Sải cánh dài 8–11 mm. Con trưởng thành bay từ tháng 5 đến tháng 6 tùy theo địa điểm.
Ấu trùng ăn các loài Castanea sativa và Quercus.

## Hình ảnh

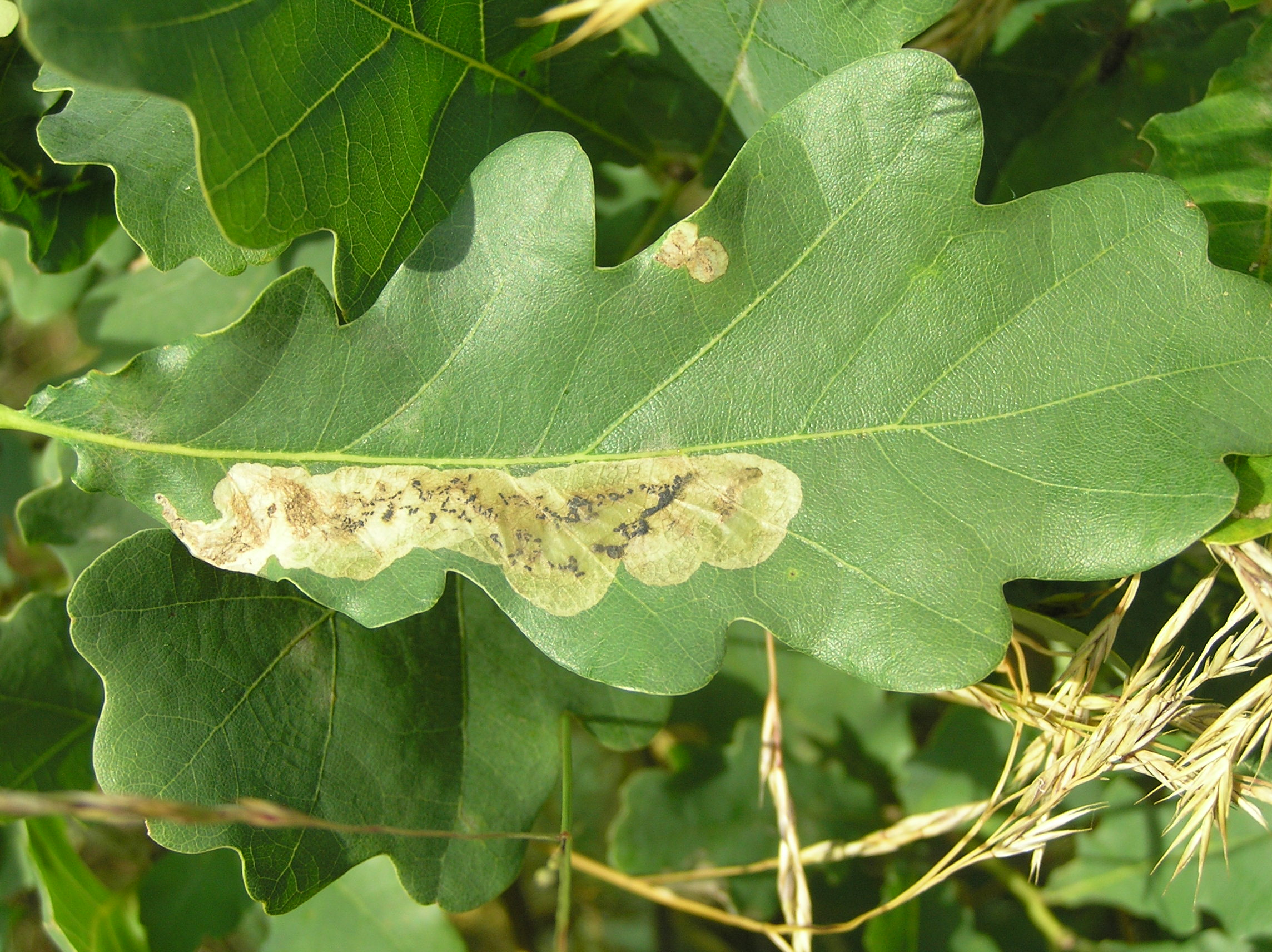
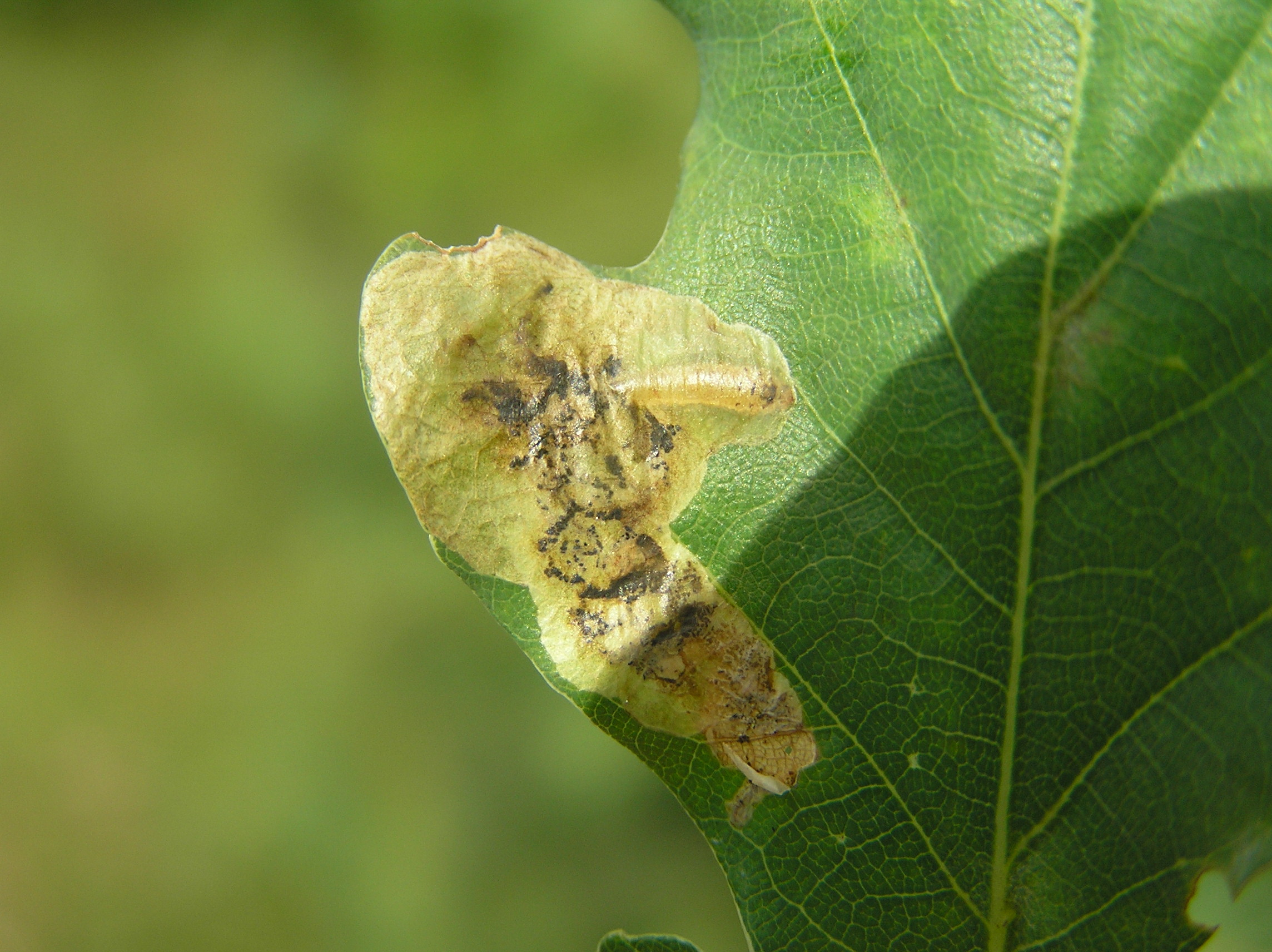
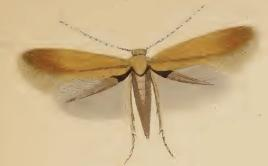
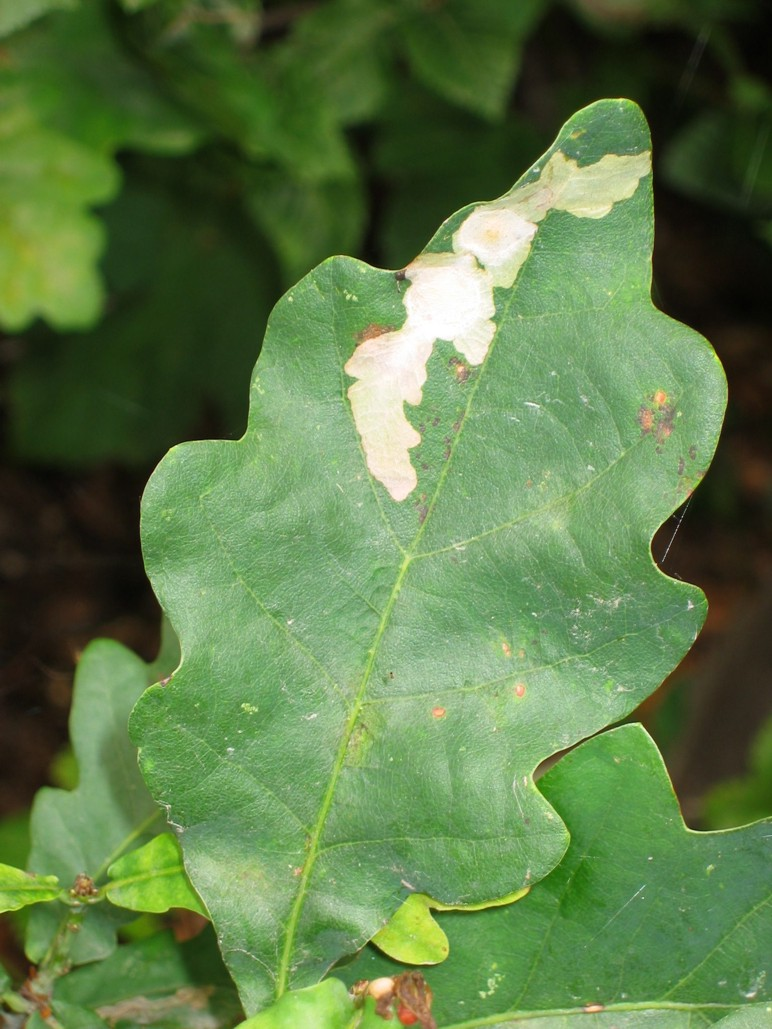